# Mbark Boussoufa
M'Bark Boussoufa dit Mbark Boussoufa, né le 15 août 1984 à Amsterdam (Pays-Bas), est un ancien footballeur international marocain évoluant au poste de milieu de terrain
Formé à l'Ajax Amsterdam, il passe par Chelsea avant de faire ses débuts professionnels en Jupiler Pro League, championnat où il évolue pendant sept ans et se voit comme l'un des joueurs les plus populaires en Belgique. Il, remporte le Soulier d'or belge en 2006 et 2010 et le trophée du Footballeur pro de l'année en 2006, 2009 et 2010. Il est transféré en 2011 dans le championnat russe, où il remporte la Coupe de Russie en 2015 avec le Lokomotiv Moscou.
Possédant également la nationalité néerlandaise, il décline une convocation néerlandaise en 2006 pour trancher très tôt en faveur de l'équipe du Maroc, sélection avec laquelle il participe à la CAN 2012, la CAN 2017 ainsi qu'à la Coupe du monde 2018.

## Biographie

### En club

#### Enfance à Amsterdam, l'Ajax et Chelsea (1984-2004)

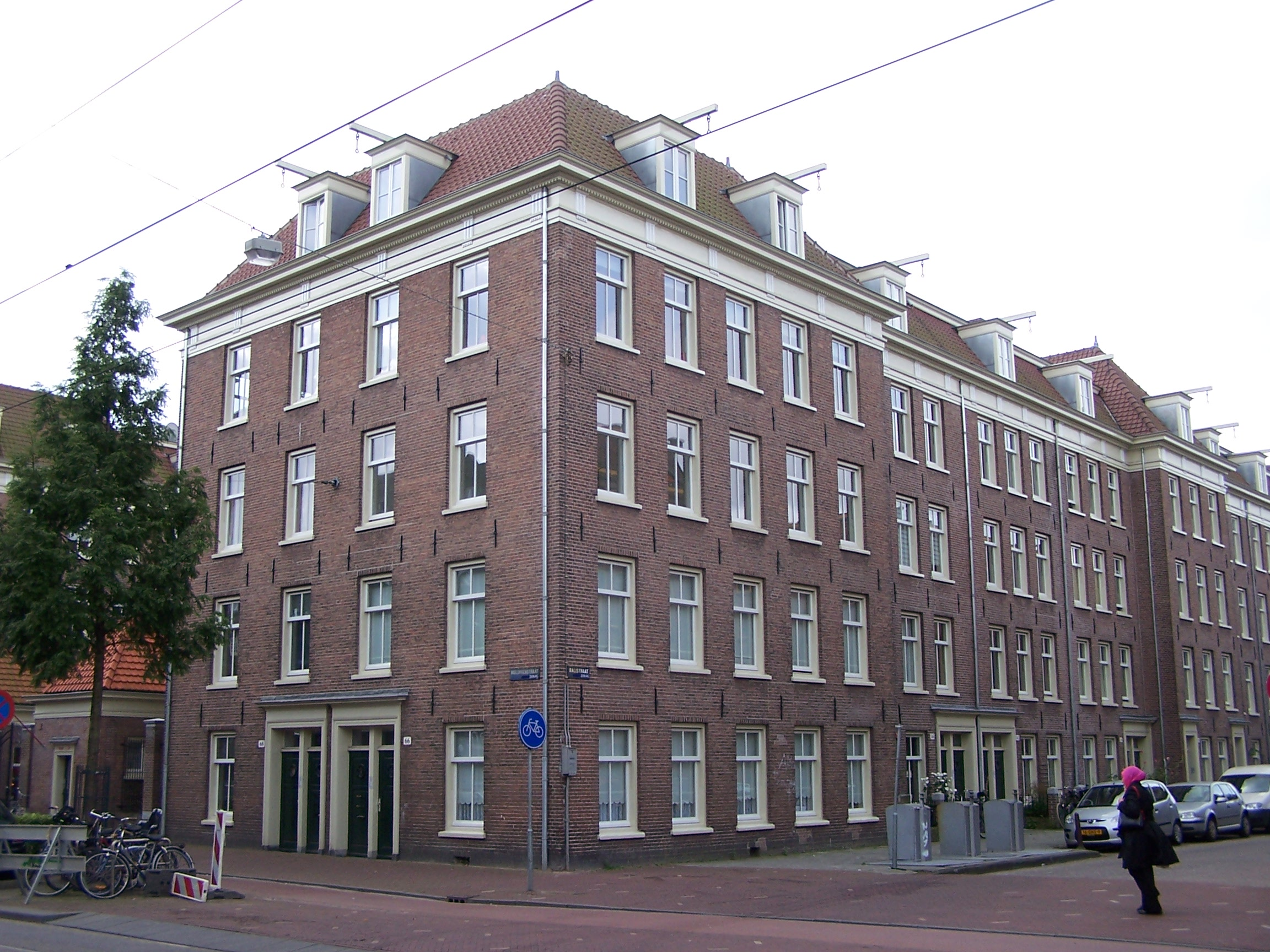
Molukkenstraat, ancien quartier où a grandi Mbark à Amsterdam-Oost.

Moubarak Boussoufa, surnommé à son enfance Baradona, faisant référence à l'ancienne star argentine Diego Maradona, naît et grandit à Amsterdam aux Pays-Bas dans une famille de quatre enfants, de père et mère originaires d'Abouda, un village situé dans les environs de Guelmim au Maroc. Il possède la double nationalité néerlandaise et marocaine. 
Slima Boussoufa, le père de Mbark s’exerça au métier de facteur en Espagne et en France. Slima Boussoufa immigre à Amsterdam en 1976. En 1981, il épouse une femme de son village au Maroc avant de se fixer dans un quartier difficile de l’est de la capitale néerlandaise. Mbark grandit dans un quartier à problèmes pendant de longues années. Dans les années 1990', Boussoufa passe ses journées et soirées dans le square du Molukkenstraat à jouer au football avec son ancien ami d'enfance Quincy Owusu-Abeyie, ex-international ghanéen. 
Il commence sa carrière footballistique dans trois clubs amateurs de la ville d'Amsterdam avant de rejoindre l'académie des jeunes de l'Ajax Amsterdam. Âgé de 13 ans, Boussoufa écrit très vite son nom sur la scène néerlandaise en battant un record remarquable de jonglage et en régalant le public avec ses prouesses techniques. Pendant que l'Ajax voit Boussoufa comme l'une des plus grandes pépites de l'académie, Mbark lui, après avoir été privé d'intégrer l'équipe des Jong Ajax, il souhaite son départ à l'âge de 17 ans. Très vite repéré par les scouts britanniques, il est transféré en Angleterre à Chelsea tandis que son meilleur ami Quincy Owusu-Abeyie se voit également transféré en Angleterre à Arsenal, club évoluant à cette époque dans le même championnat que Chelsea. Dans ce contexte, Mbark (âgé alors de 17 ans) et Quincy (16 ans) se partageront un appartement à Londres. Le jeune néerlando-marocain joue trois saisons en équipe B sans pour autant faire ses débuts en équipe A. Cantonné à la réserve en Angleterre, il voit ses chances d’intégrer l’équipe première devenir pratiquement inexistantes avec l’arrivée à la tête du club de Roman Abramovitch qui injecte massivement des fonds dans le but de créer une équipe ultra compétitive. Âgé de 20 ans et n'ayant toujours pas fait de débuts professionnels en Premier League, il réclamera son départ lors de la saison 2003-2004.

#### Débuts pro à La Gantoise (2004-2006)

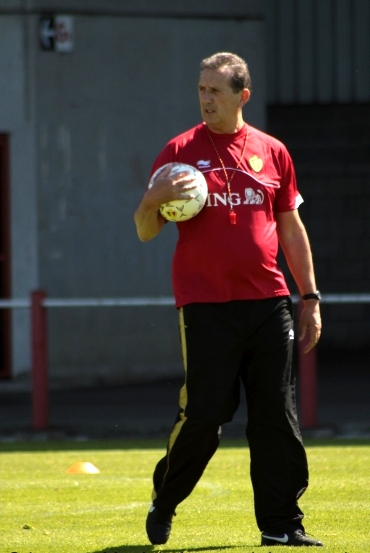
Georges Leekens (ici en 2011) le lance en Jupiler Pro League.

Après plusieurs propositions de clubs néerlandais comme le FC Utrecht ou encore le SC Heerenveen, il choisit de s'aventurer dans le championnat belge. La Gantoise achète le jeune néerlando-marocain pour une somme de 220 000 euros. Boussoufa passe la saison 2005/2006 avec La Gantoise, remportant plusieurs prix en 2006: Soulier d'or belge, footballeur belge de l'année, Jeune footballeur belge de l'année et Soulier d'ébène belge. Il est le deuxième joueur d'un pays d'Afrique du Nord, en l'occurrence le Maroc, à remporter le Soulier d'ébène belge, après l'Egyptien Mido. Il encourage très souvent les jeunes d'Abouda (son village d'origine) à persévérer dans le football. Il dit : ''J'ai rencontré un jeune de Abouda me disant qu'il voulait devenir pro pour l'argent, je lui répondis que s'il ne voulait que l'argent il n'arriverait à rien, il s'excusa et me dit qu'il deviendra le meilleur joueur du Maroc". Il ajoute ensuite : "rappelez-vous de ce jeune, il se nomme Fayçal''. Le joueur s'impose très vite dans le championnat belge, écrit son nom dans l'histoire du football belge et décide d'ailleurs de s'installer en Belgique, convaincu que son avenir se trouve dans la Jupiler Pro League.
Lors de sa deuxième saison de sa carrière en 2005/2006, il réalise une meilleure saison que la précédente et inscrit 9 buts et délivre 17 passes décisives. L'agent de Boussoufa n’est autre que le frère de Frank Rijkaard, l’ex-entraîneur du FC Barcelone. En 2006, Mbark Boussoufa est élu footballeur pro de l'année et jeune espoir de l'année lors du 23e gala des footballeurs professionnels de la Jupiler Pro League. Les supporters le plébiscitent en lui attribuant le trophée du 12e homme.

#### RSC Anderlecht (2006-2011)

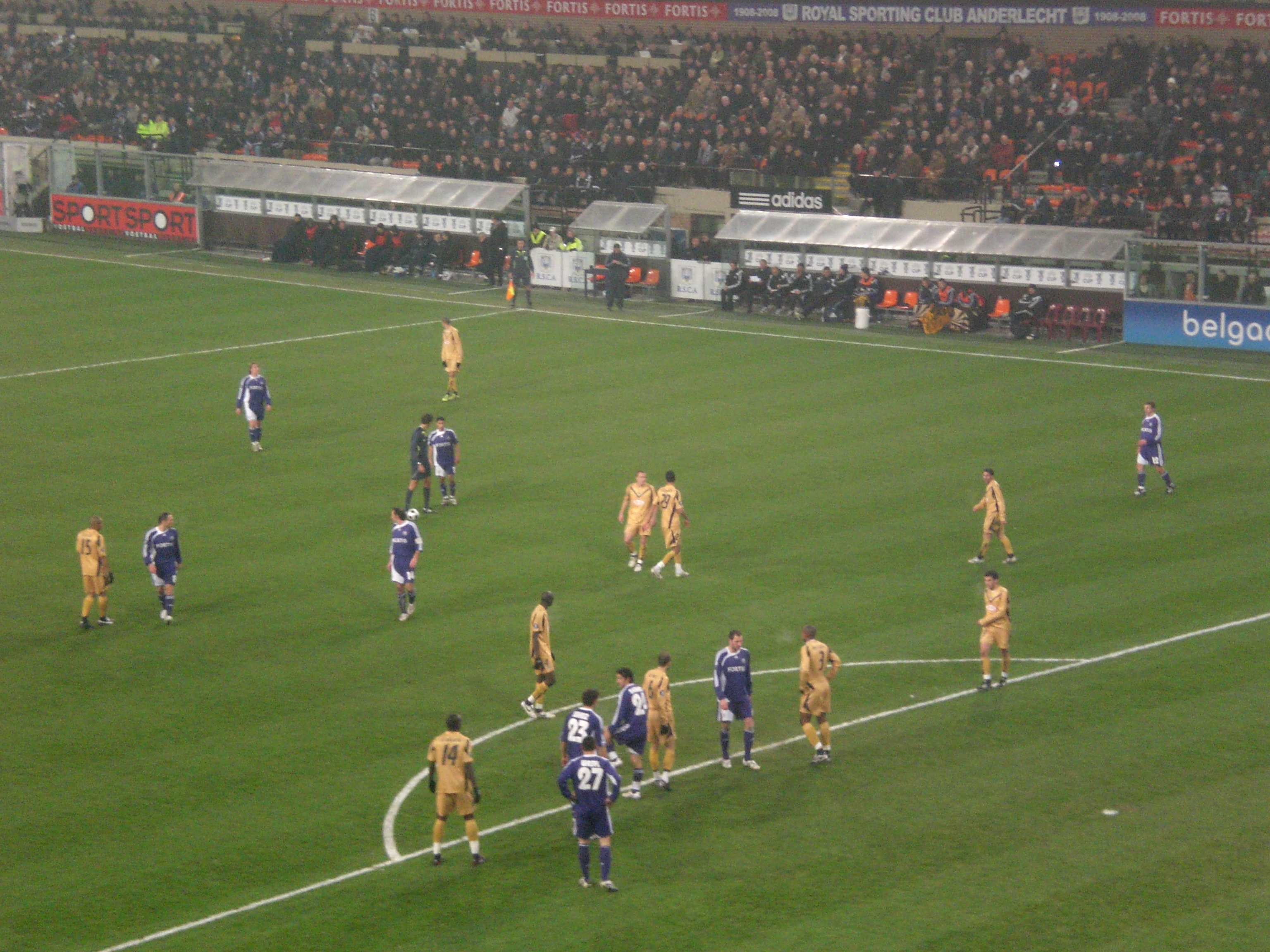
Mbark Boussoufa s'apprêtant à donner un coup franc face aux Girondins de Bordeaux en 2008.

En juin 2006, Boussoufa signe un contrat de quatre ans avec le RSC Anderlecht après un transfert de 3,5 millions d'euros. 

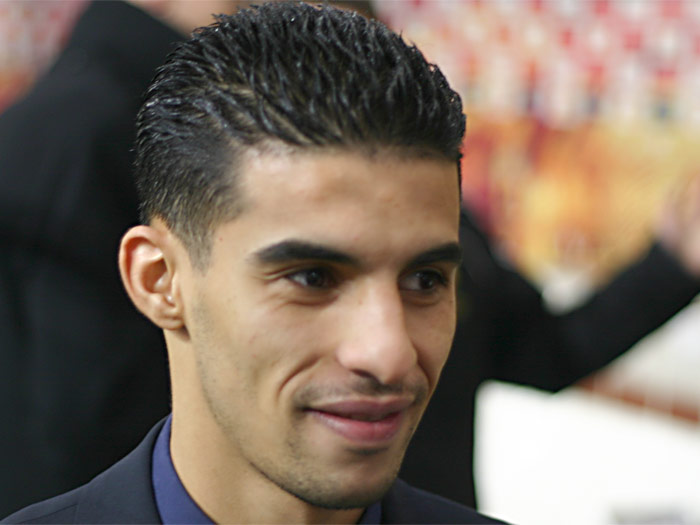
Mbark Boussoufa lors de son sacre du Soulier d'or belge en 2009.

Lors sa première saison (2006-07), il est un habitué de l'équipe-titre sertissage. Il devient rapidement un joueur clé de l'équipe en terminant champion de la Jupiler Pro League. Lors de sa deuxième saison 2007-2008, il termine vice-champion de la Jupiler Pro League et remporte la Coupe de Belgique après une victoire face à son ancien club, La Gantoise, contre qui il a marqué. Lors de sa troisième saison, le joueur se révèle enfin avec l'apparition de son nom dans les listes des meilleurs passeurs décisifs ainsi que meilleurs buteurs du championnat. Il termine la saison 2008-2009 de nouveau vice-champion pour une deuxième fois consécutive après avoir raté de peu sur titre, lorsqu'il perdit le Championnat lors d'un "play-off" contre le Standard de Liège. Lors de cette saison, il est également nommé Footballeur Pro de l'année. 
Lors de la saison 2009-2010, il inscrit 14 buts et réalise 24 passes décisives, ce qui lui vaut être le joueur le plus précieux et utile dans l'équipe d'Anderlecht. Il a été nommé Footballeur Pro de l'année pour une deuxième fois consécutive en trois saisons et termine la saison en étant champion de Belgique devant le Club Bruges. Après cette saison, il renouvelle son contrat accompagné d'une augmentation de salaire, faisant de lui le footballeur le mieux payé de Belgique. La saison lui vaudra son premier Soulier d'or belge sous les couleurs d'Anderlecht et son deuxième dans sa carrière en Belgique. Considéré comme une star en Belgique, il devient un modèle et son maillot est le plus vendu à Anderlecht. En avril 2010, des rumeurs médiatiques apparaissent à la une des journaux belges, envoyant le jeune prodige vers le FC Séville ainsi qu'au Bayer Leverkusen afin de succéder la pépite Toni Kroos. Cependant, le manager du RSCA, Herman van Holsbeek, réagit en déclarant: « Faire jouer la concurrence dans les négociations est admis. Mais ceux qui veulent vraiment partir doivent être clairs avec le club. À la reprise des entraînements, le noyau sera arrêté car nous devons jouer fin juillet le tour préliminaire de la Ligue des Champions ». L'international marocain revient très vite sur les déclarations d’un des patron du club en réagissant: « Je n'ai aucun problème avec le fait de rester deux ou trois ans de plus à Anderlecht. Ce club a beaucoup d'ambition et je veux y contribuer. Mes parents sont heureux, parce que je vis à proximité de chez eux. Comme je le vois maintenant, je pense que je suis encore ici pour longtemps ».
En janvier 2011, il remporte son second soulier d'or. Après avoir charmé des millions de footeux en Belgique, le joueur international marocain sera cité dans des clubs comme Aston Villa, le VfB Stuttgart ou encore le Hambourg SV. Arrivant en fin de contrat avec Anderlecht en 2012, le club lui propose une prolongation de quatre ans avec un salaire faramineux. Ce qui sera une offre refusée poliment par le joueur qui entre alors en négociation avec le Terek Grozny et l’Anzhi Makhatchkala, deux clubs à la voilure financière largement hors de portée du club bruxellois.

#### Départ en Russie (2011-2016)

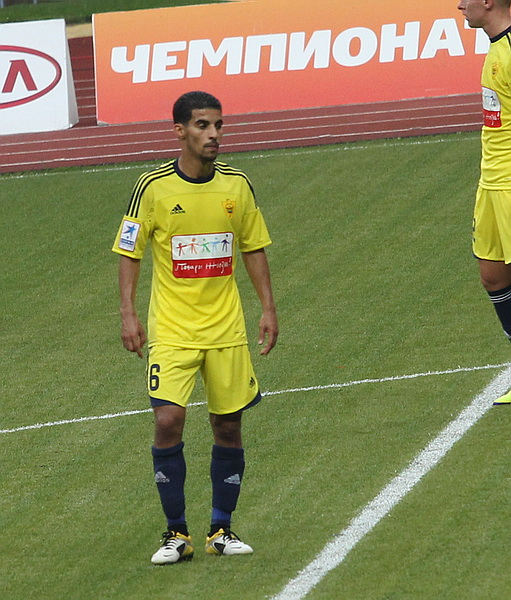
Boussoufa avec l'Anji Makhatchkala.

Le 10 mars 2011, alors que tout semblait indiquer un transfert du Marocain vers le Terek Grozny, Mbark Boussoufa est officiellement transféré vers le FK Anji Makhatchkala pour 8 millions d'euros, club russe de la capitale du Daghestan. Dès son arrivée en Russie, Mbark rencontrera dans son nouveau club le célèbre Roberto Carlos ainsi que l'international camerounais Samuel Eto'o sous coaching du grand Guus Hiddink. Mehdi Carcela, coéquipier international marocain de Boussoufa rejoindra par la suite également le même club russe que Mbark en août 2011. Le 14 février 2013, Boussoufa inscrit un but en Ligue Europa contre Hanovre, l'Anzhi remportant le match 3-1.
Il joue son premier match avec le club le 3 avril 2011 en remplaçant son coéquipier Shamil Lakhiyalov à la 66e minute (victoire 1-0). C'est le 27 mai 2011, quelques jours après ses débuts qu'il marquera son premier but dans le championnat russe face au grand Lokomotiv Moscou. Il marquera dans ce match le deuxième but à la 80e minute. Mbark Boussoufa finira sa mi-saison 2010-2011 (depuis son transfert en provenance d'RSC Anderlecht en mars 2011) avec 12 matchs joués pour 2 buts. Dans la saison qui suit (2011-2012), Boussoufa ferra beaucoup parler de lui dans la presse russe en accumulant les matchs joués, les passes décisives et les buts.
Le joueur sera la source d'une grande polémique en Russie pour la grosse fortune qu'il recevait par mois de la part du club russe. Après quelques mois seulement, le joueur devient millionnaire et réside en Russie avec son petit frère venu d'Amsterdam. Le joueur révélera dans un reportage néerlandais que l'argent ne le rendrait totalement pas heureux et qu'il comptait quitter la Russie.

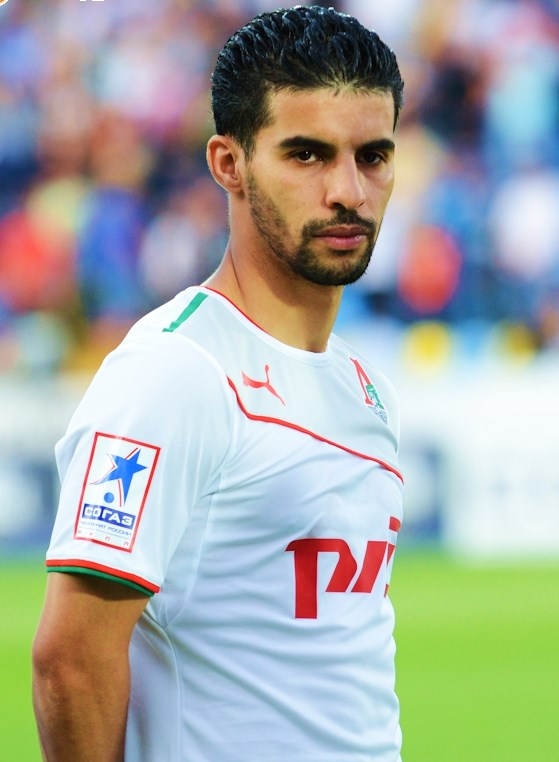
Mbark Boussoufa lors de sa présentation au Lokomotiv Moscou en 2013.

Le 16 août 2013, Boussoufa signe un contrat de trois ans au Lokomotiv Moscou pour 15 millions d'euros et rejoindra l'international français Lassana Diarra. Boussoufa joue son premier match avec le Lokomotiv Moscou le 26 août 2013 dans un match de championnat face au FK Rostov où il délivrera une passe décisive sur le premier but de Felipe Caicedo à la 44e minute (victoire 5-0). Pour son deuxième match, il marque son premier but (penalty) face au grand club du Zenit Saint-Pétersbourg (défaite 2-1). Rarement titularisé, Mbark Boussoufa finiy la saison 2013-2014 avec 21 matchs joués et 2 buts marqués.

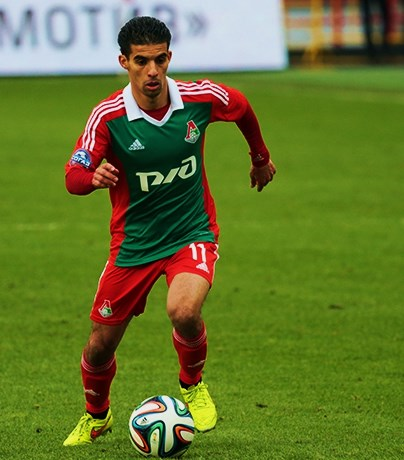
Mbark Boussoufa avec le Lokomotiv Moscou en 2014.

À l'occasion de la saison 2014-2015, il commence la saison avec un derby à l'extérieur face au CSKA Moscou en rentrant en jeu à la place de Alekseï Miranchuk à la 80e minute. Le match se solde sur une défaite 1-0. Pour son deuxième match de la saison, il marque son premier but face au Sibir Novossibirsk en Coupe de Russie (victoire 1-3). Mbark Boussoufa finit encore une fois la saison en étant remplaçant. Il aura joué 27 matchs pour 4 buts marqués. Le 5 mai 2014, il délivre une passe décisive pour offrir l’égalisation face au Zénith (score final 1-1). Le 21 mai 2015, Boussoufa remporte la Coupe de Russie en délivrant une passe décisive sublime et en marquant le but du 2-1 et permet à son équipe de remporter leur premier trophée depuis 2007, et une qualification en Ligue Europa. Devenant un joueur riche mais qui joue très rarement, Boussoufa demande aux dirigeants de quitter le club ainsi que le championnat russe. Le joueur marocain qui se déplace ainsi en Bentley, se sent très seul en Russie et réclame également de vouloir retourner aux Pays-Bas à Amsterdam, ou au Maroc. En manque de temps de jeu, et également en manque de compagnie, Boussoufa déclare dans une interview: « 'Aujourd'hui, je ne me fais plus aucun ami. En fait, j'ai été très seul ces quatre dernières années en Russie ». Avec un salaire approchant les quatre millions d'euros par an, Boussoufa aura été l'un des joueurs les mieux payés de Russie.

#### Retour à La Gantoise (2016)
Lors du mercato hivernal de 2016, Boussoufa est prêté in extremis lors de la dernière journée du mercato en Jupiler Pro League, à La Gantoise. Très heureux de son prêt, Boussoufa consacre son temps à s'entraîner malgré son âge (31 ans). Le 12 février 2016, à l'occasion d'un match de championnat, Hein Vanhaezebrouck, l'entraîneur de La Gantoise fait rentrer Mbark Boussoufa en jeu à la place de Moses Simon face au Royal Excel Mouscron à la 28e minute. Il marque dans ce même match son premier but à la 85e minute (victoire 2-0).

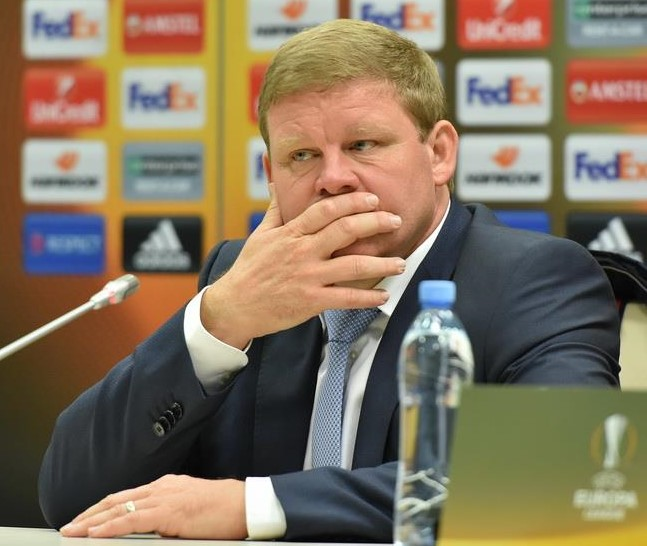
Hein Vanhaezebrouck à la tête de l'équipe de La Gantoise en 2016.

Il effectue donc un retour dans le club de La Gantoise où il avait déjà joué de 2004 à 2006. Il inscrit son deuxième but contre Oud-Heverlee Leuven en égalisant face au deuxième gardien étant donné que le gardien principal reçut un carton rouge après avoir capté la balle hors de sa surface de réparation. Boussoufa est titularisé à chaque match de championnat tout au long de la mi-saison 2015-2016. Il fait une demi-saison remarquable où il joue onze matchs et marque un but avec six passes décisives.
Ayant une relation froide avec l'entraîneur Hein Vanhaezebrouck, l'entraîneur belge déclare dans une interview : « Le club a jugé qu’un joueur supplémentaire devait arriver. Je sais que ce joueur n’est pas prêt à jouer avec nous. Un choix a été décidé, vu ses états de service pour le club, de lui donner une nouvelle chance et de le sortir de l’oubli. […] Il doit prouver qu’il peut apporter quelque chose au groupe. On ne peut pas réaliser cela sur base d’un nom. Les prestations doivent suivre. Il a 31 ans. Normalement, on n’est pas encore usé. Nous allons tout lui offrir pour qu’il puisse retrouver la forme aussi vite que possible. Ce club est bien devenu champion sans Mbark Boussoufa. Nous voulons confirmer comme nous sommes occupés à le faire. Il faut attendre pour voir s’il atteint le niveau que La Gantoise requiert. Avec Boussoufa, Gand a terminé une fois sixième et une fois quatrième. Je ne pense pas qu’aujourd’hui la direction et les supporters trouveraient cela suffisant ». Après cet avertissement sans concession, le retour en Belgique se solde par un échec et, après six mois, Boussoufa se retrouve enfin libre de tout contrat.

#### Retraite dans les pays du Golfe (2016-2018)

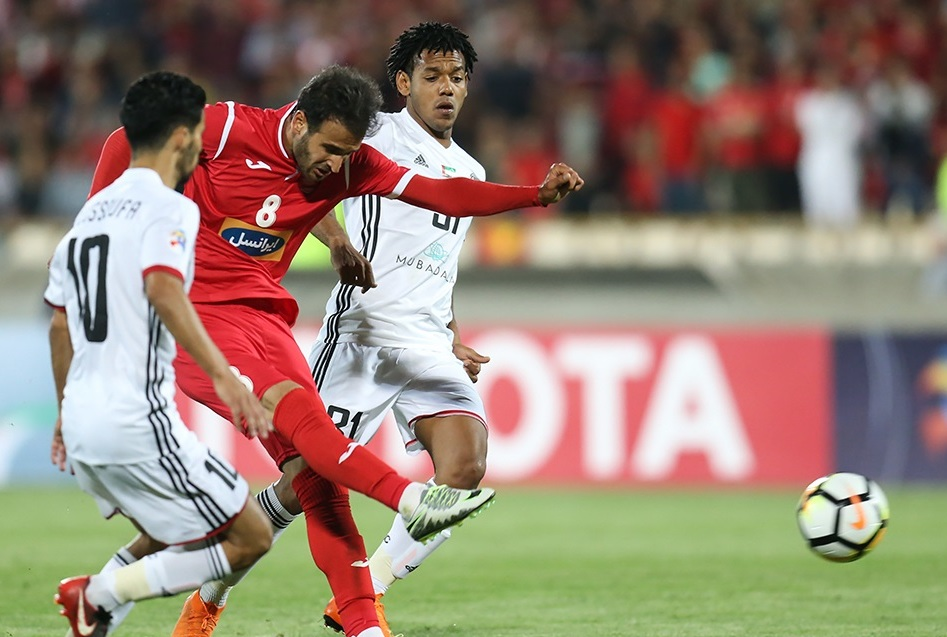
Mbark Boussoufa (à gauche) avec l'Al Jazira en 2018.

Le 28 juillet 2016, il signe un contrat dans les pays du Golfe pour une valeur libre dans le club d'Al Jazira. Le 3 septembre 2016, il est titularisé sous numéro 10 dans son premier match face au Al Wahda où il marquera un but à la 50e minute (match nul 2-2). Il intègre directement sa place en tant que titulaire dans le club émirati. Il marque son deuxième but le 29 septembre 2016 face à Al-Dhafra à la 86e minute (victoire 2-3). Âgé de 32 ans lors de son arrivée à Al Jazira, Mbark Boussoufa marque l'histoire du championnat émirati en jouant un rôle important dans le jeu d'Al Jazira lors des matchs de championnat. En fin de saison 2016-2017, il est récompensé en remportant le championnat ainsi que la Coupe des Émirats arabes unis et finit par être le quatrième meilleur passeur décisif de la saison.
Le 13 décembre 2017, il atteint les demi-finales de la Coupe du monde des clubs 2017 après une courte défaite face au Real Madrid (1-2). Il délivre une passe décisive sur ce même match. Après une participation en Coupe du monde avec le Maroc, son contrat prend fin le 30 juin 2018. Le joueur est proposé en Belgique en septembre pour un possible retour en Jupiler Pro League mais ce dernier aurait refusé.
Le 3 janvier 2019, libre de tout contrat, il s'engage pour six mois avec Al-Shabab. Il choisit de jouer sous numéro 34 en hommage au jeune amstellodamois Abdelhak Nouri, victime de grave lésions cérébrales lors d'un match amical. Après avoir passé seulement cinq mois dans le club saoudien, il termine le championnat à la cinquième place.
En août 2019, il signe au Qatar dans le club d'Al-Sailiya et rejoint son ancien coéquipier en Belgique Kara Mbodj. Le 28 septembre 2019, il marque son premier but en championnat face à Al-Gharafa SC (victoire, 1-3). En fin de saison, il met définitivement un terme à sa carrière footballistique.

### En sélection

#### Entre le Maroc et les Pays-Bas (2004-2006)

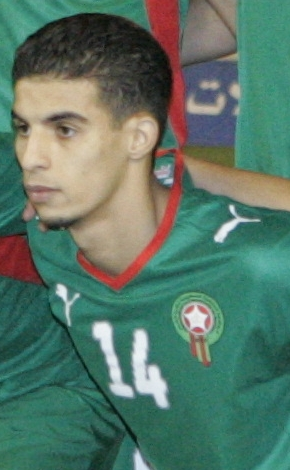
Mbark Boussoufa pendant en sélection en 2009.

Né aux Pays-Bas de parents originaires de Guelmim, plus exactement d'Abouda, fier de sa région, de sa famille, il compte même y retourner un jour pour s’y installer définitivement, bien que son père avait quitté la région à l’âge de 20 ans. Le joueur cite en 2004 : « J’ai beau être né à Amsterdam et y avoir passé mon enfance ainsi que mon adolescence, je ne renierai jamais mon pays, le Maroc, que j’adore, où je passe mes vacances chaque année, et bien sûr, je compte bien m’y fixer un jour, après une trajectoire sportive que j’espère la plus fructueuse possible ». Le joueur livre très tôt ses intentions concernant le choix de carrière internationale.
Boussoufa possède un passeport néerlandais et marocain. M'hamed Fakhir, sélectionneur du Maroc en 2006, entend parler du prodige néerlando-marocain et n'hésite pas à convoquer le jeune Boussoufa pour disputer un premier match test. En tant que joueur né à l’étranger, Boussoufa aurait pu également jouer pour l'équipe nationale néerlandaise, surnommé les Oranges en cas de sélection, mais il choisit très vite le Maroc avec lequel il joue son premier match contre les États-Unis le 23 mai 2006. Après avoir fait ses débuts à l'âge de 22 ans avec la sélection marocaine, il obtient très vite son transfert au RSC Anderlecht, champion de Belgique.

#### Période sombre (2006-2014)

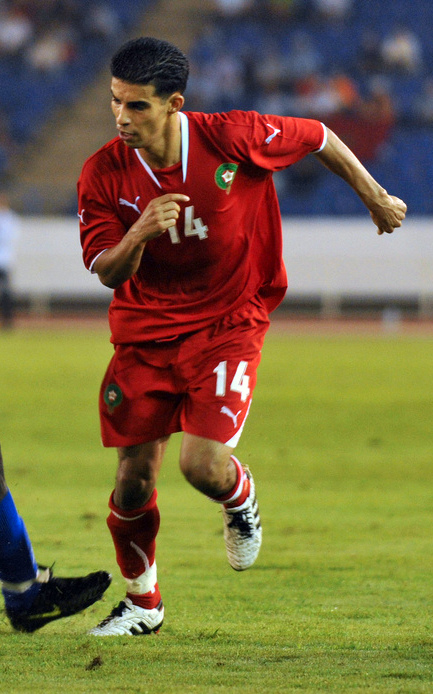
Mbark Boussoufa sous le maillot du Maroc en 2010.

Boussoufa devient officiellement international marocain lors de sa participation aux éliminatoires de la CAN 2006 avec le Maroc. Il qualifie avec Marouane Chamakh et Youssouf Hadji l'équipe du Maroc à la CAN 2006, une compétition qu'il rate pour cause de blessure en club. Deux ans plus tard, il est de nouveau qualifié à la CAN 2008 ayant lieu au Ghana. Le Maroc sera éliminé au premier tour. Boussoufa sera présent lors des années sombres des Lions de l'Atlas, pendant quatre ans, sans prendre part ni à une CAN, ni à une Coupe du monde.
Mbark Boussoufa se qualifie pour une troisième fois à une Coupe d'Afrique en 2012 et se voit de nouveau éliminé au premier tour. Malgré la présence de plusieurs stars tels que Oussama Assaidi, Adel Taarabt et Nordin Amrabat, le Maroc continue à sombrer dans l'espoir de revivre les années 1990 du football marocain. 
Le 6 juin 2014, il est nommé capitaine de la sélection marocaine par Badou Zaki lors d'un match amical face à la Russie, au terrain de son club à Moscou (défaite 2-0).
Après une dispute de Boussoufa avec Badou Zaki qui le prive de deux matchs, il revient avec la sélection mieux que jamais, comme le 9 octobre 2014 face à la République centrafricaine où il délivre une passe décisive et le 13 octobre 2014 où il délivre encore deux passes décisives et marque un but face au Kenya. Dans ces deux matches, il est élu homme du match.

#### Multiples participations (2016-2019)
En février 2016, Hervé Renard devient le nouveau sélectionneur de l'équipe du Maroc. Mbark devient alors un joueur cadre dans la sélection marocaine aux côtés de Karim El Ahmadi. 
Le joueur fait son apparition dans la liste des convoqués de la CAN 2017. Étant le joueur marocain le plus expérimenté de la compétition, il atteint les quarts de finale avec une nouvelle génération de footballeurs, ayant pour la majorité rejoint la sélection en 2015 et 2016.

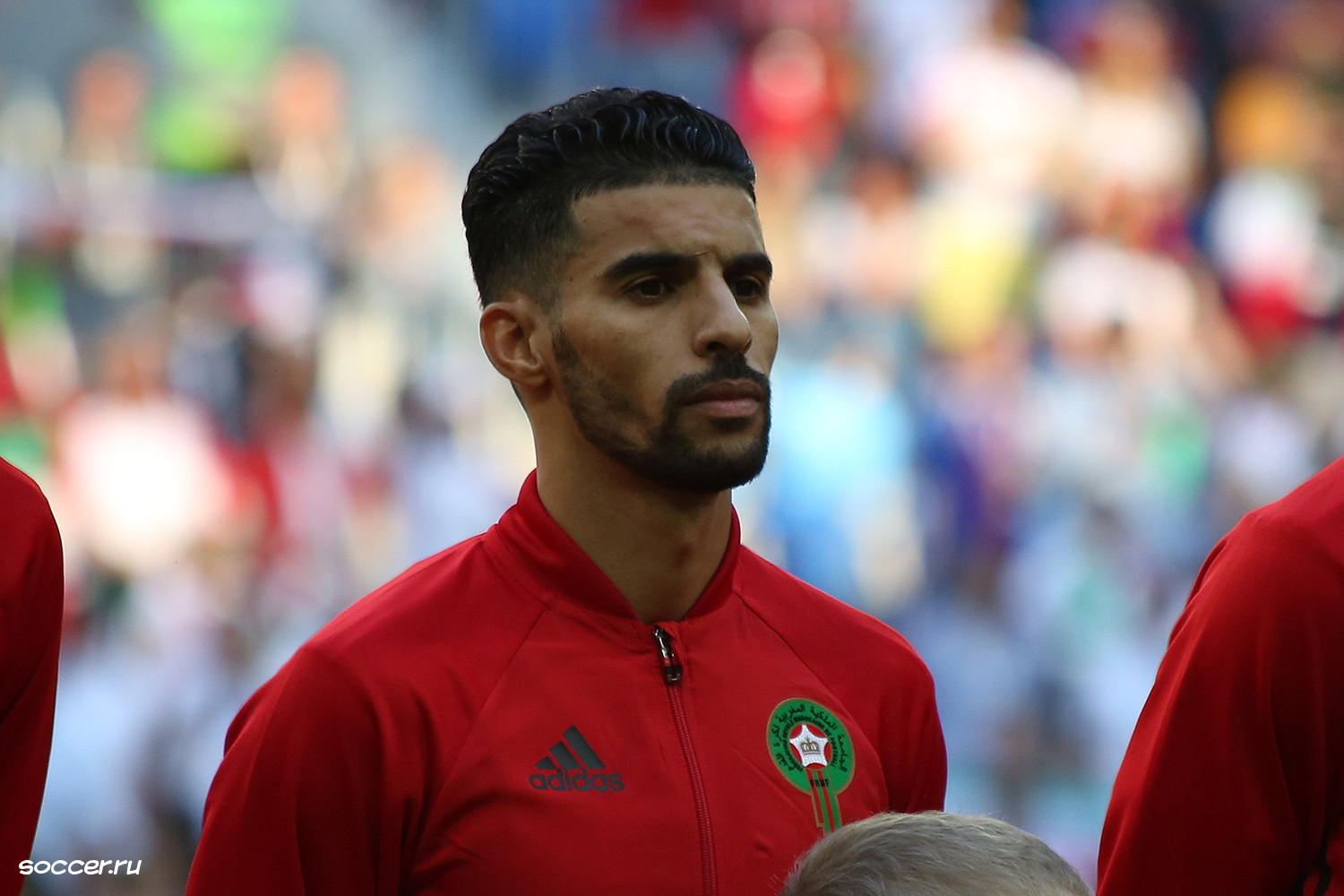
Mbark Boussoufa pendant l'hymne national marocain en 2018.

Il participe à la campagne qualificative à la coupe du monde 2018 et se voit qualifié en novembre 2017 après avoir été l'auteur d'une passe décisive sur le but de Mehdi Benatia face à la Côte d'Ivoire. Le 17 mai 2018, Boussoufa est sélectionné parmi les 23 noms pour prendre part à la Coupe du monde 2018.
Faisant de lui un élément très important dans la sélection marocaine, que ce soit sur le terrain comme en dehors, Hervé Renard se sert souvent de Mbark Boussoufa pour faire la traduction du français au néerlandais pour les joueurs issus des Pays-Bas comme Hakim Ziyech, Karim El Ahmadi, Sofyan Amrabat, Oussama Tannane ou encore Noussair Mazraoui. Participant aux trois matchs de phase de poules de la CAN 2019, il reçoit la distinction du meilleur joueur du match contre la Namibie (1-0).Il offre la victoire et la première place du groupe au Maroc le 1er juillet 2019 contre l'Afrique du Sud en marquant à la 90e minute (1-0).Lors de ce match, il est aussi élu homme du match. Oh p

## Style de jeu
Mbark Boussoufa possède un style de jeu technique basé sur des dribbles et des accélérations sur les flancs à ses débuts. Sa prise de décision et sa vitesse d'exécution est impressionnante dès son plus jeune âge et a l'habitude de se positionner dans l'axe, devenant également le catalyseur de l'équipe nationale. Il gagne régulièrement les duels et retrouve une deuxième jeunesse. Son profil se rapproche du jeu espagnol, proche d'un joueur comme Andrés Iniesta. Il est doté d'un volume de jeu très important.
Ses courses infatigables et sa lecture de jeu pose problème aux adversaires, notamment lors de sa participation à la Coupe du monde 2018. Il perd peu de ballon et il est souvent au cœur de l'action du jeu offensif doté du geste naturel de la bonne passe décisive. Les une deux et le jeu en triangle n'ont pas de secret pour lui. Son point faible reste le jeu aérien et sa petite taille, freinant ainsi ses possibilités d'évoluer dans de plus grands clubs.
Lors de sa carrière en club, il côtoie Romelu Lukaku, Samuel Eto'o ou encore Roberto Carlos. La presse marocaine décrit Mbark Boussoufa comme ayant été un grand talent qui n'a pas été à l'image de sa carrière.

## Aspects socio-économiques

### Vie privée
Mbark parle plusieurs langues tels que le néerlandais, l'arabe marocain ainsi que le français, l'ayant appris en évoluant sept ans en Belgique, entre 2004 et 2011.
Dès sa jeunesse en 2001, Boussoufa se voit transféré en Angleterre à Chelsea. Le joueur aura alors son propre appartement qu'il partagera avec son meilleur ami Quincy Owusu-Abeyie. Le père de Boussoufa raconte dans un reportage: « Mon fils s'est mis plusieurs fois à pleurer quand il était à Londres. Il y a eu un jour où il était traumatisé après s'être aperçu d'une lettre sur son lit où il est écrit Je viendrai et je te tuerai ». une menace que le père de Boussoufa ne prendra pas trop au sérieux vu qu'il cite « Il ne sait pas c'est qui celui qui l'avait écrite vu que ce n'était pas son meilleur ami. Il était à cette période totalement déséquilibré, j'arrêtais pas de lui dire qu'il n'avait pas besoin d'avoir peur. Si quelqu'un vient, c'est moi qui le tuerais. N'oublie pas c'est qui qui était là quand les jeunes de ton école s'en prenait à toi ».
Slima Boussoufa raconte dans une interview: « Je suis venu habiter à Amsterdam le 16 septembre 1966 à la recherche d'un travail. J'ai fini par trouver un poste en tant que cuisinier. Dans les années 1980, je me suis marié et j'ai eu mon premier enfant, trois ans après ». La famille Boussoufa habite aujourd'hui au Maroc dans une grande villa. Les frères et sœurs de Boussoufa, par-contre, résident encore aux Pays-Bas, rendant régulièrement visite aux parents chaque mois.

### Humanitaire
En décembre 2012, Mbark Boussoufa verse une somme de 10 000 € aux enfants hospitalisés dans la région bruxelloise à l'hôpital UZ Brussel.

## Statistiques en carrière

### Statistiques détaillées
| Saison                | Club                  | Championnat           | Championnat | Championnat | Championnat | Coupe(s) nationale(s) | Coupe(s) nationale(s) | Coupe(s) nationale(s) | Compétition(s) continentale(s) | Compétition(s) continentale(s) | Compétition(s) continentale(s) | Compétition(s) continentale(s) | Maroc | Maroc | Maroc | Total | Total | Total |
| Saison                | Club                  | Division              | M.          | B.          | P.d.        | M.                    | B.                    | P.d.                  | Comp.                          | M.                             | B.                             | P.d.                           | M.    | B.    | P.d.  | M.    | B.    | P.d.  |
| 2004-2005             | La Gantoise           | Jupiler Pro League    | 29          | 5           | 2           | 3                     | 0                     | 0                     | -                              | -                              | -                              | -                              | -     | -     | -     | 32    | 5     | 2     |
| 2005-2006             | La Gantoise           | Jupiler Pro League    | 28          | 9           | 16          | 4                     | 1                     | 1                     | -                              | 6                              | 1                              | 0                              | 2     | 0     | 0     | 40    | 11    | 17    |
| 2006-2007             | La Gantoise           | Jupiler Pro League    | 2           | 0           | 0           | -                     | -                     | -                     | -                              | 2                              | 0                              | 0                              | -     | -     | -     | 4     | 0     | 0     |
| Sous-total            | Sous-total            | Sous-total            | 59          | 14          | 18          | 7                     | 1                     | 1                     | -                              | 8                              | 1                              | 0                              | 2     | 0     | 0     | 76    | 16    | 19    |
| 2006-2007             | RSC Anderlecht        | Jupiler Pro League    | 32          | 8           | 11          | 7                     | 2                     | 0                     | C1                             | 6                              | 0                              | 2                              | 4     | 1     | 0     | 49    | 11    | 13    |
| 2007-2008             | RSC Anderlecht        | Jupiler Pro League    | 22          | 5           | 7           | 7                     | 3                     | 2                     | C1+C3                          | 6                              | 0                              | 0                              | 3     | 0     | 1     | 38    | 8     | 10    |
| 2008-2009             | RSC Anderlecht        | Jupiler Pro League    | 35          | 11          | 14          | 2                     | 0                     | 0                     | C1                             | 2                              | 0                              | 1                              | 4     | 0     | 1     | 43    | 11    | 16    |
| 2009-2010             | RSC Anderlecht        | Jupiler Pro League    | 36          | 14          | 24          | 4                     | 1                     | 2                     | C1+C3                          | 13                             | 3                              | 3                              | 2     | 0     | 0     | 55    | 18    | 29    |
| 2010-2011             | RSC Anderlecht        | Jupiler Pro League    | 23          | 10          | 14          | 3                     | 0                     | 3                     | C1+C3                          | 9                              | 1                              | 4                              | 4     | 2     | 0     | 39    | 13    | 21    |
| Sous-total            | Sous-total            | Sous-total            | 148         | 48          | 70          | 23                    | 6                     | 7                     | -                              | 36                             | 4                              | 10                             | 17    | 3     | 2     | 224   | 61    | 89    |
| 2011-2012             | Anji Makhatchkala     | Premier League Russe  | 38          | 7           | 6           | 1                     | 0                     | 0                     | -                              | -                              | -                              | -                              | 10    | 2     | 1     | 49    | 9     | 7     |
| 2012-2013             | Anji Makhatchkala     | Premier League Russe  | 26          | 4           | 8           | 4                     | 0                     | 1                     | C3                             | 14                             | 2                              | 7                              | 1     | 0     | 0     | 45    | 6     | 16    |
| 2013-2014             | Anji Makhatchkala     | Premier League Russe  | 4           | 0           | 0           | -                     | -                     | -                     | C3                             | -                              | -                              | -                              | -     | -     | -     | 4     | 0     | 0     |
| Sous-total            | Sous-total            | Sous-total            | 68          | 11          | 14          | 5                     | 0                     | 1                     | -                              | 14                             | 2                              | 7                              | 11    | 2     | 1     | 98    | 15    | 23    |
| 2013-2014             | Lokomotiv Moscou      | Premier League Russe  | 21          | 2           | 5           | -                     | -                     | -                     | -                              | -                              | -                              | -                              | 3     | 0     | 0     | 24    | 2     | 5     |
| 2014-2015             | Lokomotiv Moscou      | Premier League Russe  | 17          | 1           | 4           | 3                     | 3                     | 1                     | -                              | -                              | -                              | -                              | 3     | 1     | 2     | 23    | 5     | 7     |
| 2015-2016             | Lokomotiv Moscou      | Premier League Russe  | 1           | 0           | 0           | -                     | -                     | -                     | -                              | -                              | -                              | -                              | -     | -     | -     | 1     | 0     | 0     |
| Sous-total            | Sous-total            | Sous-total            | 39          | 3           | 9           | 3                     | 3                     | 1                     | -                              | -                              | -                              | -                              | 6     | 1     | 2     | 48    | 7     | 12    |
| 2015-2016             | La Gantoise           | Jupiler Pro League    | 11          | 2           | 1           | -                     | -                     | -                     | -                              | -                              | -                              | -                              | 4     | 0     | 0     | 15    | 2     | 1     |
| Sous-total            | Sous-total            | Sous-total            | 11          | 2           | 1           | 0                     | 0                     | 0                     | -                              | -                              | -                              | -                              | 4     | 0     | 0     | 15    | 2     | 1     |
| 2016-2017             | Al-Jazira Club        | Arab Gulf League      | 21          | 4           | 10          | 5                     | 3                     | 2                     | ACL                            | 4                              | 1                              | 0                              | 11    | 1     | 0     | 41    | 9     | 12    |
| 2017-2018             | Al-Jazira Club        | Arab Gulf League      | 7           | 0           | 3           | 0                     | 0                     | 0                     | ACL                            | 0                              | 0                              | 0                              | 4     | 0     | 3     | 11    | 0     | 6     |
| Sous-total            | Sous-total            | Sous-total            | 28          | 4           | 13          | 5                     | 3                     | 2                     | -                              | 4                              | 1                              | 0                              | 15    | 1     | 3     | 52    | 9     | 18    |
| 2018-2019             | Al-Shabab             | Saudi Pro League      | 13          | 1           | 0           | 2                     | 0                     | 0                     | -                              | 0                              | 0                              | 0                              | 11    | 1     | 1     | 26    | 2     | 1     |
| Sous-total            | Sous-total            | Sous-total            | 13          | 1           | 0           | 2                     | 0                     | 0                     | -                              | 0                              | 0                              | 0                              | 11    | 1     | 1     | 26    | 2     | 1     |
| Total sur la carrière | Total sur la carrière | Total sur la carrière | 366         | 83          | 125         | 45                    | 13                    | 12                    | -                              | 62                             | 8                              | 17                             | 56    | 7     | 8     | 529   | 111   | 162   |

### Buts en sélection
| Buts en sélection | Buts en sélection | Buts en sélection | Buts en sélection | Buts en sélection | Buts en sélection | Buts en sélection                                                | Buts en sélection |
| No                | Date              | Lieu              | Adversaire        | Score             | Résultat          | Compétition                                                      |                   |
| ----------------- | ----------------- | ----------------- | ----------------- | ----------------- | ----------------- | ---------------------------------------------------------------- | ----------------- |
| 1                 | 2 septembre 2006  | Rabat, Maroc      | Malawi            | 2–0               | 2–0               | Qualifications à la Coupe d'Afrique des nations de football 2008 |                   |
| 2                 | 9 février 2011    | Marrakech, Maroc  | Niger             | 1–0               | 3–0               | Match amical                                                     |                   |
| 3                 | 9 février 2011    | Marrakech, Maroc  | Niger             | 2–0               | 3–0               | Match amical                                                     |                   |
| 4                 | 9 octobre 2011    | Marrakech, Maroc  | Tanzanie          | 3–1               | 3–1               | Qualifications à la Coupe d'Afrique des nations de football 2012 |                   |
| 5                 | 29 février 2012   | Marrakech, Maroc  | Burkina Faso      | 1–0               | 2–0               | Match amical                                                     |                   |
| 6                 | 13 octobre 2014   | Marrakech, Maroc  | Kenya             | 2–0               | 3–0               | Match amical                                                     |                   |
| 7                 | 31 mai 2017       | Agadir, Maroc     | Pays-Bas          | 1–2               | 1–2               | Match amical                                                     |                   |

## Palmarès

### En club
|  |  | La Gantoise - Supercoupe de Belgique (1) - Vainqueur en 2006 RSC Anderlecht - Champion de Belgique (2) - Vainqueur en 2007 et 2010 - Coupe de Belgique (1) - Vainqueur en 2008 - Supercoupe de Belgique (2) - Vainqueur en 2007 et 2010 |  | Lokomotiv Moscou - Coupe de Russie (1) - Vainqueur en 2015 |  | Al-Jazira Club - Championnat des Émirats arabes unis (1) - Vainqueur en 2017 - Coupe des Émirats arabes unis (1) - Vainqueur en 2017 |

### Distinctions personnelles
- Soulier d'or belge (2)
  - 2006 et 2010
- Jeune Pro de l'année (3)
  - 2005-2006, 2008-2009, 2009-2010
- Soulier d'ébène belge (3)
  - 2005-2006, 2008-2009, 2009-2010
- Lion belge (2)
  - 2010 et 2011
- Trophée du 12e homme (1)
  - 2005-2006

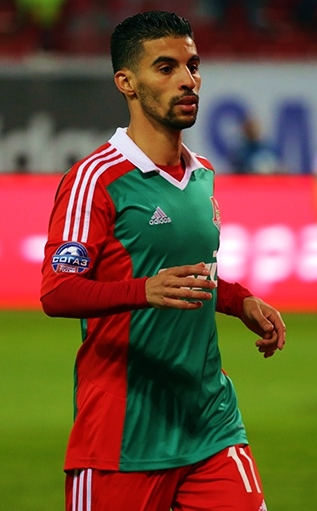
Mbark Boussoufa avec le Lokomotiv Moscou en 2015.

- Meilleur buteur du RSC Anderlecht (1)
  - 11 buts en 2009
- Meilleur passeur de Jupiler Pro League (1)
  - 24 passes décisives en 2010
- Homme du match: Maroc - Namibie à la CAN 2019
- Homme du match: Maroc - Afrique de sud à la CAN 2019
- Meilleur joueur africain de l'histoire de la Ligue Belgique

### Controverses
En avril 2009, Mbark Boussoufa est arrêté par la police bruxelloise à la suite d'un contrôle d'identité dans un café de Bruxelles dans le quartier de Lemonnier. Boussoufa n'avait pas les siens[Quoi ?] sur lui. Un policier l'aurait violemment interpellé, avant de le plaquer au sol et de lui passer des menottes. Le blouson du joueur aurait même été déchiré. Le joueur a passé quelques heures au commissariat de la place des Marolles. Mbark Boussoufa a confirmé les faits et a même montré les traces de menottes sur ses poignets. L'international marocain déclare: "Ils m'ont embarqué en disant que je n'avais pas bien joué hier soir". Selon la police, il s'agissait d'un contrôle de l'établissement dans une affaire de drogue. Boussoufa, qui n'a pas été reconnu par les policiers, n'aurait pas, selon eux, obéi aux injonctions.
Un ancien meilleur ami de Mbark Boussoufa, Abderrahim Belhadj, avec qui il a grandi, est tué à Amsterdam devant un coffeeshop en 2016 dans une histoire de drogue en rapport avec la célèbre Mocro Maffia. Le joueur présentera ses sincères condoléances aux proches de la famille.

### Sources
- Solène Paillard, « Mbark Boussoufa, des quartiers chauds d’Amsterdam à la sélection nationale », Yabiladi,‎ 18 juin 2018 (lire en ligne)